# Niegrod
Niegrod – staropolskie imię męskie, złożone z dwóch członów: nie- (negacja) i -grod ("grodzić, otaczać płotem"). Być może powstało przez negację imion z członem grod (takich, jak Grodzisław albo Zdziegrod).